# National Scala

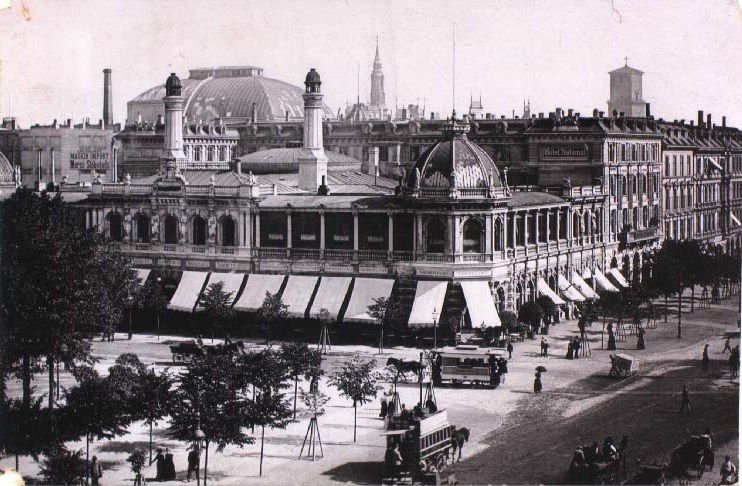
National Scala

Die National Scala war eine große Vergnügungsstätte mit Konzertbühne, Theater, Varieté und gastronomischen Einrichtungen gegenüber dem Tivoli in Kopenhagen.
Das ursprüngliche Gebäude wurde im Lauf der Jahrzehnte mehrfach umgebaut und erhielt unter verschiedenen Betreibern andere Namen: Concert du Boulevard, Etablissement National (manchmal nur National genannt) Scala, Scala-Theater und schließlich National Scala.
Das Gebäude existiert nicht mehr.

## Geschichte

### Vorgeschichte

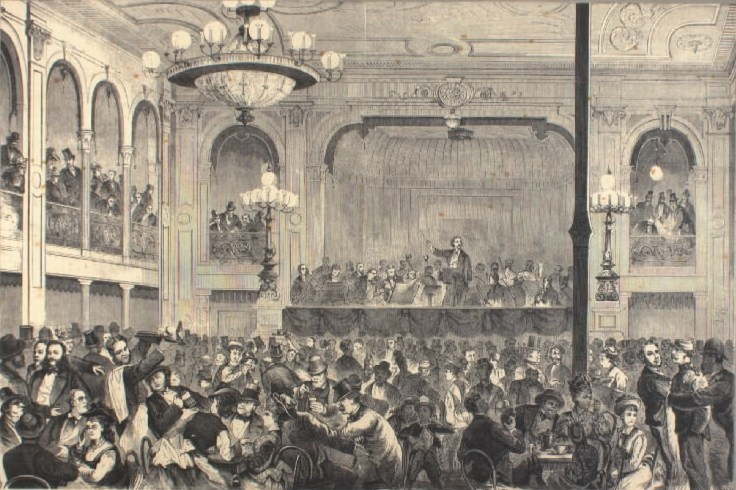
Concert du Boulevard

1864 entstand in Kopenhagen an der Ecke Vester Farimagsvej (heute Axeltorv) und Vesterbro Passage (heute Vesterbrogade) ein Pavillon des Kongens Klub, einem Herrenclub. 1872 übernahm ein neuer Besitzer das Gebäude als Unterhaltungsstätte und nannte es Café Boulevard, später Concert du Boulevard.

### Etablissement National
1880 erwarb Hans Hansen, ein damals bekannter Bauunternehmer, die Immobilie. Er ließ sie zu einem „riesigen Unterhaltungs- und Hotelkomplex“ für Konzerte, Varieté und Tanz erweitern und änderte den Namen in Etablissement National. Bei der Eröffnung am 15. Januar 1882 war es das erste Gebäude in Kopenhagen mit elektrischem Licht. Es besaß 73 Glühlampen sowie einen Scheinwerfer auf einem der Ecktürme. Dieser beleuchtete die Straße, was man zuvor nie gesehen hatte. 

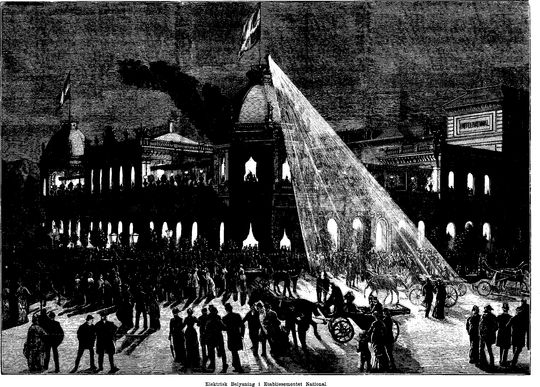
Etablissement National, Eröffnungsnacht 1882

Zum Personal gehörten u. a. ein 40-köpfiges Orchester und 150 Küchenmädchen und Köche, Kellner schenkten täglich 6 Fässer Bier und 550 Flaschen Bier aus. 1884 ging Hans Hansen in Konkurs, ein neu gegründetes Unternehmen übernahm den Betrieb. In den 1890er-Jahren gab es vor allem Theaterdarbietungen.

### Scala
Einen weiteren Besitzerwechsel gab es mit dem Unternehmer Thor Jensen, der die Unterhaltungsstätte in Scala umbenannte. Unter seiner Leitung wurden ab 1898 Revuen dargeboten. Die Leitung des Orchesters hatte Georg Lumbye, Sohn von Hans Christian Lumbye.
Zu den Programmhöhepunkten zählten u. a. die damals sehr populäre Sängerin Dagmar Hansen und der Entfesselungs- und Zauberkünstler Harry Houdini.

### Scala-Theater
Zwischen 1912 und 1927 erlebte die Scala mit Frede Skaarup als Besitzer und Regisseur eine Renaissance als Scala-Theater. Das Repertoire bestand aus Operetten und Revuen mit populären Künstlern wie Carl Alstrup, Oscar Stribolt oder auch Liva Weel, die bei einer Inszenierung in einem Luftschiff über den Köpfen des begeisterten Publikums segelte.
Ein damals aktueller Kopenhagener Reiseführer erwähnt das Etablissement National [zu der Zeit ein inzwischen veralteter Name], welches ein Café-Restaurant bietet, „Konzert bei freiem Eintritt und warmes Frühstück“. Zum selben Komplex gehörend werden dort mehrfach erwähnt das Grand Hotel National („wird viel gelobt. Viel von Deutschen besucht“), das im Hotel integrierte Grand Restaurant National („prächtige Speisesäle, feine französische Küche“) und das Grand Café National. Das „Scala-Varietétheater neben dem Grand Hotel National“ findet schließlich Beachtung als „größtes und vornehmstes Spezialitäten-Theater in Kopenhagen“ („beliebte Vorführungen, gute Verpflegung, dänische Butterbrote“).

### National Scala
1930 wurde das inzwischen heruntergekommene Scala-Theater geschlossen. Nach einer umfassenden Renovierung unter der Leitung des Ingenieurs Christen Ostenfeld kam es zur Wiedereröffnung als National Scala. Mit Konzert- und Tanzsälen, einem Tanzrestaurant und zeitgemäßem Jazz und Swing, gespielt von bekannten Orchestern, gehörte die National Scala zu einem „der besten Vergnügungslokale der Stadt“.
„In den untereren Räumen läuft ein Varieté-Program, während oben, durch eine Glaswand vom Varieté getrennt, eine ausgezeichnete Jazz-Kapelle zum Tanz spielt. Dort sitzen wir bei einer vorzüglichen Flasche `Haute Sauternes` [...].“
Eine weitere Modernisierung folgte 1937.
Der letzte große Erfolg war 1955 ein dreiwöchiges Engagement von Josephine Baker.
1957 wurde die National Scala schließlich wieder geschlossen – mit Schulden von 150.000 Dollar und dem Verlust von 275 Arbeitsplätzen. 

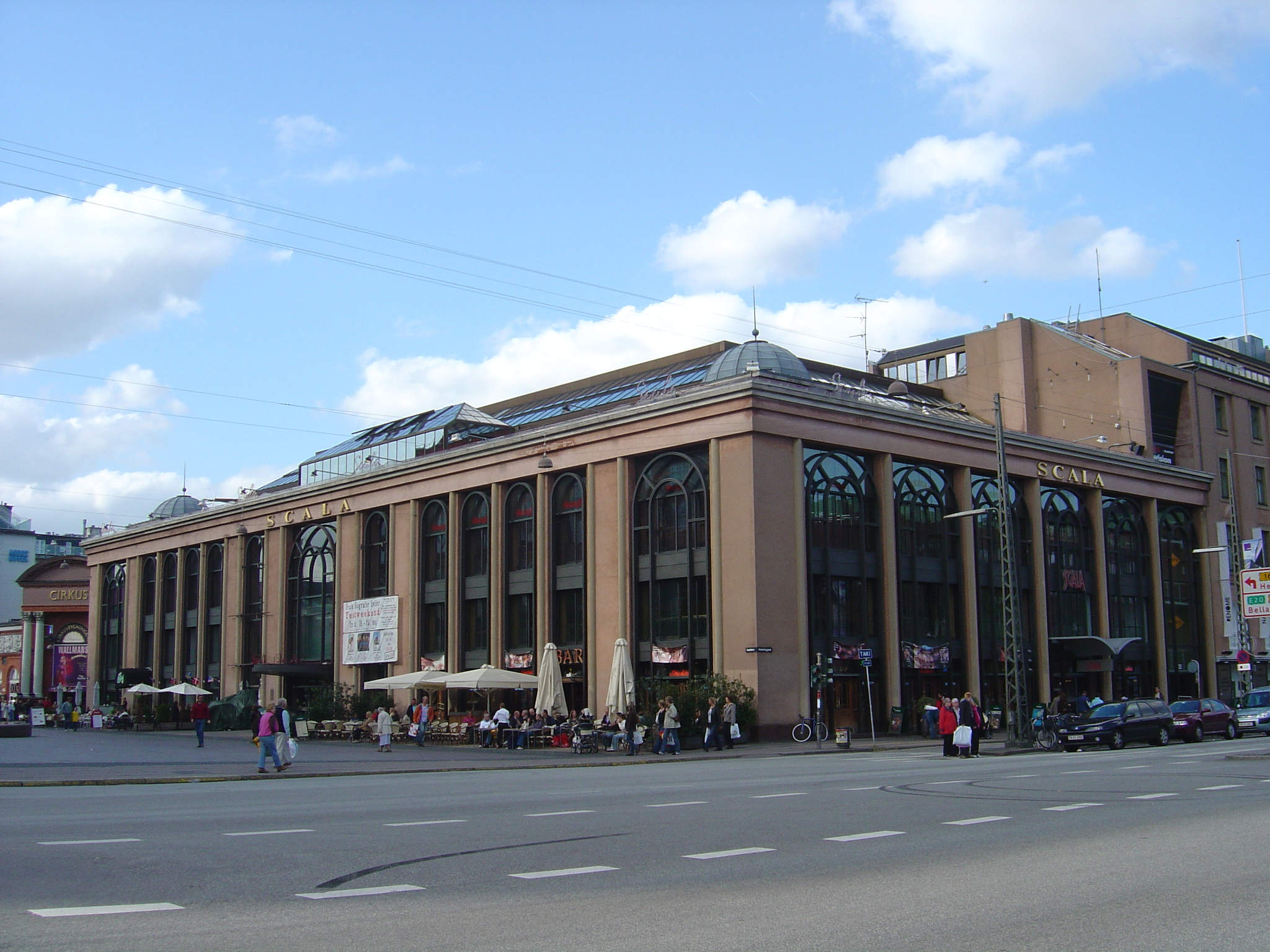
Die spätere Scala

### Die Zeit danach
Im weiteren Verlauf wurde das Gebäude zunächst durch das Kaufhaus Anva ersetzt und später komplett abgerissen.
Der Name Scala fand 1989 nochmals Verwendung für einen völlig neuen Gebäudekomplex an derselben Stelle. Es handelte sich allerdings um ein Zentrum mit Geschäften, Kinos, Restaurants und Fitnesscenter. Dieses wurde 2012 ebenfalls abgerissen.
Seit 2017 befinden sich die Axel Towers auf dem Gelände.
Die im Laufe der Jahrzehnte mehrfach wechselnden Namen der National Scala sorgen hin und wieder für Irritationen und Verwechslungen. Dazu trägt auch die Historie des Kopenhagener Nørrebros Teaters bei: Es hatte diesen Namen von 1886 bis 1955, wurde dann in Ny Scala (Neue Scala) umbenannt, 1971 in Scala und 1981 wieder in Nørrebros Teater.

## Künstlerinnen und Künstler (Auswahl)
- Josephine Baker (s. o.)
- Alberta Hunter[14]
- Kai Ewans[8]
- Leo Mathisen[8]
- Harry Houdini (s. o.)
- Ib Glindemann[5]
- Val Doonican[15][16]
- Jacob Gade[17]
- Agnes de Mille[18]
- Benny Carter[19]
- Adelaide Hall[20]
- Valaida Snow[21]
- Paul Korth-Cortini[22]
- Raquel Rastenni[23]
- Aksel Schiøtz[24]
- Gustav Winckler[25]

## Audiovisuelle Medien
- National Scala, Videodokumentation über die National Scala tietgenlund auf Youtube, 2012, abgerufen am 18. November 2024. (dänisch)
- National Scala, Podcast für Touristen in Kopenhagen auf loquis.com, abgerufen am 18. November 2024. (englisch)
- Musikaufnahmen aus der National Scala 1954, Interpreten Poul Verlis kvintet, Olga Johansen; Jørgen Frisch Hansen im Internet Archive (englisch), auch mit Teil 2 auf Youtube, abgerufen am 18. November 2024.
- Musikaufnahmen aus der National Scala 1954, Interpreten Poul Verlis kvintet, Grethe Klitgaard, Vagn Preisler im Internet Archive (englisch), auch mit Teil 1 auf Youtube, abgerufen am 18. November 2024.

## Trivia

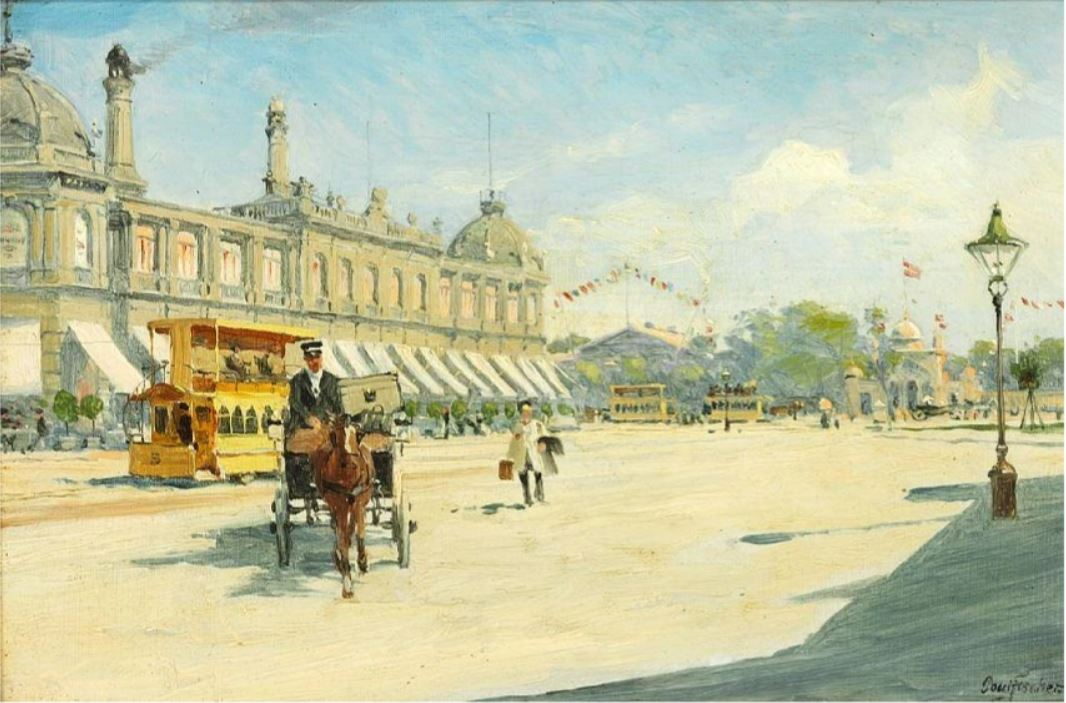
Paul Fischer, National Scala 1880

- Der dänische Musiker Søren Bødker Madsen nennt eine seiner instrumentalen Gitarrenkompositionen Tango National Scala.[27]
- Der dänische Maler Paul Gustav Fischer hat 1887 ein Bild gemalt mit dem Titel To elegante damer på en café over for National Scala (Zwei elegante Damen in einem Café gegenüber der National Scala)[28], zwei weitere 1893 mit dem Titel Forårsdag ved National Scala[29] und Forårsdag ved National Scala med to unge piger i forgrunden (Kunstnerens hustru og datter Ely).[30]
- Der Magier und Illusionist Paul Korth-Cortini (s. o.) starb 1954 inmitten einer Vorstellung in der National Scala.[22]
- 2012 wurde im Theater Riddersalen in Frederiksberg anlässlich des 100. Jubiläums des Scala-Theaters die Show „Scala-Minder“ präsentiert. Veranstalter war das dänische Revue-Museum.[31][32]